# 赫伊德拉巴德
赫伊德拉巴德（Hyderabad），是印度北方邦Unnao县的一个城镇。总人口6937（2001年）。

## 人口
该地2001年总人口6937人，其中男性3584人，女性3353人；0—6岁人口1198人，其中男594人，女604人；识字率44.18%，其中男性为52.93%，女性为34.83%。